# Бригада Аль-Кудс
Бригада Аль-Кудс или Иерусалимская бригада (араб. لواء القدس‎, Лива аль-Кудс) — палестинско-сирийская группировка, сформированная в 2013 году инженером Мохаммедом аль-Саида в провинции Алеппо. К началу 2015 года группа потеряла 200 бойцов убитыми, более 400 получили ранения. Группировка состоит преимущественно из суннитских палестинцев из лагеря беженцев Аль-Найраб. Считается крупнейшим лояльным сирийскому правительству полувоенным формированием, действующим в провинции Алеппо.
В конце октября 2015 года группировка участвовала в восстановлении основной линии снабжения западного Алеппо, проходящей по оси Итрия-Саламия, выбив перерезавшие её подразделения ИГ. После окружения захваченного исламистами восточного Алеппо, бригада Аль-Кудс принимала участие в его штурме правительственными войсками и союзными им группировками.